# Lonza (mets)
Pour les articles homonymes, voir Lonza (homonymie).
En Italie, la lonza est un type de salame confectionné avec les muscles cervicaux supérieurs du cochon.
Tandis que le lonzino est élaboré avec les muscles de la longe. 
À noter aussi, de même format et dimensions, le lonzino di fico (it)  qui est un dessert à base de figues.
Ils sont tous trois des produits agroalimentaires traditionnels des Marches.